# 세븐시즌스의 음반
이 문서는 세븐시즌스에서 발매한 음반의 목록이다. 블락비가 발매한 음반이라고도 할 수 있다.

## 2010년대
- 2013년 9월 23일 블락비 - [Digital Single] 빛이 되어줘[1]
- 2013년 10월 2일 블락비 - Very Good
- 2013년 11월 22일 지코 - [Digital Single] brilliant is[2]
- 2014년 4월 17일 블락비 - JACKPOT (Special Edition)
- 2014년 7월 24일 블락비 - HER
- 2014년 9월 22일 블락비 - 비밀의 문 OST Part.1[3]
- 2014년 11월 7일 지코 - [Digital Single] Tough Cookie[4]
- 2015년 1월 21일 블락비 - [Japan Digital Single] Very Good[5]
- 2015년 2월 13일 지코 - [Digital Single] Well Done
- 2015년 3월 27일 태일 - [Digital Single] 흔들린다
- 2015년 4월 14일 블락비 바스타즈 - 품행제로
- 2015년 6월 10일 지코 - 가면 OST Part.2[6]
- 2015년 7월 27일 지코 - [Digital Single] 사는게 니나노
- 2015년 8월 8일 지코 - 쇼미더머니 4 Episode 3[7]
- 2015년 8월 26일 지코 - [Digital Single] DARK PANDA[8]
- 2015년 9월 21일 박경 - [Digital Single] 보통연애[9]
- 2015년 10월 19일 지코 - [Digital Single] 말해 Yes Or No[10]
- 2015년 11월 3일 지코 - [Digital Single] Boys And Girls[11]
- 2015년 11월 5일 지코 - [Digital Single] I Love It[12]
- 2015년 12월 7일 지코 - Gallery
- 2016년 1월 25일 지코 - [Digital Single] Break Up 2 Make Up
- 2016년 3월 28일 블락비 - [Digital Single] 몇 년 후에[13]
- 2016년 4월 11일 블락비 - Blooming Period
- 2016년 5월 25일 박경 - [Digital Single] 자격지심[14]
- 2016년 10월 24일 블락비 바스타즈 - [Digital Single] 이기적인 걸[15]
- 2016년 10월 31일 블락비 바스타즈 - WELCOME 2 BASTARZ
- 2016년 11월 15일 태일 - 캐리어를 끄는 여자 OST Part.6
- 2016년 11월 28일 지코 - [Digital Single] Bermuda Triangle[16]
- 2016년 12월 19일 박경 - [Digital Single] 오글오글[17]
- 2017년 1월 18일 박경 - Notebook
- 2017년 2월 6일 블락비 - [Digital Single] Yesterday
- 2017년 4월 13일 지코 - [Digital Single] She's A Baby[18]
- 2017년 4월 27일 태일 - 자체발광 오피스 OST Part.7
- 2017년 6월 12일 태일 - [Digital Single] 좋아한다 안한다
- 2017년 6월 24일 박경 - 최고의 한방 OST Part.5
- 2017년 7월 12일 지코 - Television
- 2017년 8월 1일 박경 - [Digital Single] Space Oddity Project Vol.1
- 2017년 8월 23일 태일 - 죽어야 사는 남자 OST Part.3
- 2017년 9월 27일 피오 - [Digital Single] Men'z Night
- 2017년 11월 7일 블락비 - Montage
- 2017년 11월 13일 태일 - 멜로홀릭 OST Part.3[19]
- 2018년 1월 2일 유권 - 저글러스 OST Part.5[20]
- 2018년 1월 8일 블락비 - Re.MONTAGE
- 2018년 5월 21일 블락비 바스타즈 - [Digital Single] 투유 프로젝트 - 슈가맨2 Part.18[21]
- 2018년 6월 22일 박경 - [Digital Single] INSTANT
- 2018년 7월 30일 지코 - [Digital Single] SoulMate
- 2018년 8월 21일 태일 - 식샤를 합시다 3:비긴즈 OST Part.5
- 2018년 9월 26일 T2U - T2U
- 2018년 9월 28일 태일 - 매지컬 OST
- 2018년 11월 11일 피오 - [Digital Single] 소년처럼
- 2018년 12월 17일 태일 - [Digital Single] 잘 있어요
- 2019년 3월 28일 블락비 바스타즈 - I’m a mess
- 2019년 5월 3일 태일 - [Digital Single] Love Me[22]
- 2019년 5월 10일 태일 - [Digital Single] 머무는 별
- 2019년 5월 25일 박경 - [Digital Single] 귀차니스트
- 2019년 7월 2일 비범 - [Digital Single] Dawn
- 2019년 7월 13일 피오 - [Digital Single] 강식당 3[23]
- 2019년 7월 30일 피오 - [Digital Single] Tony Lip
- 2019년 8월 30일 비범 - [Digital Single] 사랑노래
- 2019년 9월 26일 박경 - 다시 만난 너 OST
- 2019년 10월 4일 비범 - [Digital Single] Finale
- 2019년 10월 16일 박경 - 멜로디책방 Part.1, Part.2[24]
- 2019년 10월 23일 박경 - 멜로디책방 Part.3[25]
- 2019년 10월 30일 박경 - 멜로디책방 Part.4[26]
- 2019년 11월 6일 박경 - 멜로디책방 Part.5[27]
- 2019년 11월 10일 박경 - [Digital Single] 사랑을 한 번 할 수 있다면
- 2019년 11월 20일 박경 - 멜로디책방 Part.7, Part.8[28]
- 2019년 12월 3일 유권 - [Digital Single] Rise Up

## 2020년 ~ 2022년
- 2020년 3월 18일 박경 - [Digital Single] 새로고침
- 2020년 7월 17일 박경 - 편의점 샛별이 OST Part.6[29]
- 2021년 6월 6일 태일 - 아침이슬 50년, 김민기에 헌정하다 Vol.1[30]
- 2022년 2월 13일 태일 - 스물다섯 스물하나 OST Part.1